# Lijst van gemeentelijke monumenten in Maastricht, Wyckerpoort
De buurt Wyckerpoort in de wijk Maastricht-Oost in Maastricht heeft 151 panden/objecten die als gemeentelijke monumenten zijn beschreven in 37 regels (monumentnummers). Zie hieronder een overzicht.
| Object | Bouwjaar               | Architect                    | Locatie | Coördinaten                   | Nr.                  | Afbeelding                                                                                 |
| --- | ---------------------- | ---------------------------- | --- | ----------------------------- | -------------------- | ------------------------------------------------------------------------------------------ |
| Herenhuis | circa 1915             |                              | Heerderweg 40 | 50° 50' 44" NB, 5° 42' 32" OL | 0935/831             | Herenhuis                                                                                  |
| Herenhuis | circa 1915             |                              | Heerderweg 42 | 50° 50' 44" NB, 5° 42' 33" OL | 0935/830             | Herenhuis                                                                                  |
| Winkelwoonhuis van steenhouwerij Comuth                                                                                    | circa 1930             |                              | Heerderweg 54, 54a-a01 | 50° 50' 44" NB, 5° 42' 35" OL | 0935/829             | Winkelwoonhuis van steenhouwerij Comuth                                                    |
| Herenhuis | circa 1915             |                              | Heerderweg 97 | 50° 50' 43" NB, 5° 42' 40" OL | 0935/828             | Herenhuis                                                                                  |
| Levensschool Pater Fortis                                                                                                  | 1959                   | Theo Boosten                 | Kolonel Millerstraat 65-67 | 50° 51' 29" NB, 5° 42' 42" OL | 0935/274             | Meer afbeeldingen                                                                          |
| Limburgs bevrijdingsmonument                                                                                               | 1952                   | Charles Eyck                 | Koningsplein | 50° 50' 57" NB, 5° 42' 37" OL | 0935/275             | Meer afbeeldingen                                                                          |
| Woonhuis | 1934                   |                              | Koningsplein 7, 7bc | 50° 50' 56" NB, 5° 42' 34" OL | 0935/882             | Woonhuis                                                                                   |
| Woonhuis | 1934                   |                              | Koningsplein 9 | 50° 50' 56" NB, 5° 42' 34" OL | 0935/884             | Woonhuis                                                                                   |
| Dubbel woonhuis | 1934                   |                              | Koningsplein 19ab | 50° 50' 58" NB, 5° 42' 34" OL | 0935/883             | Dubbel woonhuis                                                                            |
| Schoorsteen van de MOSA | 1925                   |                              | Meerssenerweg 215 | 50° 51' 12" NB, 5° 42' 26" OL | 0935/904 [dode link] | Schoorsteen van de MOSA                                                                    |
| Woonhuis | circa 1900             |                              | Meerssenerweg 293 | 50° 51' 4" NB, 5° 42' 24" OL  | 0935/896             | Woonhuis                                                                                   |
| Woonhuis | circa 1900             |                              | Meerssenerweg 295 | 50° 51' 3" NB, 5° 42' 25" OL  | 0935/897             | Woonhuis                                                                                   |
| Dubbele villa 'Sonneheerdt' en 'Sonnevanck'                                                                                | 1930                   |                              | Meerssenerweg 307-309 | 50° 51' 2" NB, 5° 42' 26" OL  | 0935/898             | Dubbele villa 'Sonneheerdt' en 'Sonnevanck'                                                |
| Fabrieksgebouwen en kantoor van de MOSA-fabriek                                                                            | 1883 en later          |                              | Meerssenerweg 358 | 50° 51' 20" NB, 5° 42' 21" OL | 0935/902             | Meer afbeeldingen                                                                          |
| Woonhuis in eclectische stijl                                                                                              | circa 1880             |                              | Meerssenerweg 368, 368abc | 50° 51' 16" NB, 5° 42' 19" OL | 0935/900             | Woonhuis in eclectische stijl                                                              |
| Drie fabrieksschoorstenen van de Verenigde Glasfabrieken (O-I Manufacturing)                                               | circa 1970, jaren 1980 |                              | Nieuweweg 25 | 50° 51' 31" NB, 5° 42' 16" OL | 0935/1751            | Drie fabrieksschoorstenen van de Verenigde Glasfabrieken (O-I Manufacturing)               |
| Woonhuis | circa 1935             |                              | Noormannensingel 16 | 50° 51' 7" NB, 5° 42' 31" OL  | 0935/910             | Woonhuis                                                                                   |
| Complex van 40 ambtenarenwoningen                                                                                          | 1922                   | Marres en Sandhövel          | Noormannensingel 32-46 (even nummers), Professor Scholsstraat 1-19 (oneven nummers), Professor Thomassenstraat 1 t/m 12, Thorbeckeplantsoen 1 t/m 10 | 50° 51' 5" NB, 5° 42' 29" OL  | 0935/948             | Complex van 40 ambtenarenwoningen                                                          |
| Complex van vier aaneengesloten woonvleugels met arbeidswoningen rondom een centraal plein en drie blokken rijtjeswoningen | 1954                   | Swinkels & Salemans          | Old Hickoryplein 1 t/m 26d, 27a t/m 42c, 36a t/m 43c, 44a t/m 49d, 50c t/m 59c, 60a t/m 69c, 70a t/m 78c, 79a t/m 89c, Professor Mullerstraat 2b t/m 22 (even nummers), 24, Professor Kernstraat 1 t/m 25 (oneven nummers), 27 t/m 55 (oneven nummers), Professor Pasmansstraat 4-14 (even nummers) | 50° 51' 19" NB, 5° 42' 31" OL | 0935/937             | Meer afbeeldingen                                                                          |
| Portiekflat bestaande uit twee vleugels                                                                                    | 1964                   | Th. Boosten                  | Oranjeplein 35a-36h, 37a-38h, 39a-40h, 41a-42h, 43a-44h, 45a-46h, 47a-48h, 49a-50h | 50° 50' 47" NB, 5° 42' 44" OL | 0935/922             | Portiekflat bestaande uit twee vleugels                                                    |
| Torenflat | 1958                   | Gerard Holt                  | Oranjeplein 201-203, 205-224, 225-249, 250-274 | 50° 50' 50" NB, 5° 42' 41" OL | 0935/921             | Meer afbeeldingen                                                                          |
| Blok arbeiderswoningen | 1920                   | Marres en Sandhövel          | Professor Moserstraat 13-23 (oneven nummers) |                               | 0935/932             | Blok arbeiderswoningen                                                                     |
| Voormalige noodkerk, nu verenigingslokaal                                                                                  | 1949                   | Swinkels                     | Professor Mullerstraat 56 | 50° 51' 11" NB, 5° 42' 26" OL | 0935/936             | Voormalige noodkerk, nu verenigingslokaal                                                  |
| Villa Wyckerveld | 1879-1880              | Julien & Denis-Joseph Rémont | Professor Pieter Willemsstraat 18a-22d | 50° 50' 59" NB, 5° 42' 29" OL | 0935/940             | Meer afbeeldingen                                                                          |
| Blok van drie woonhuizen                                                                                                   | 1935                   |                              | Professor Pieter Willemsstraat 25-27ab-29ab | 50° 50' 59" NB, 5° 42' 31" OL | 0935/938             | Blok van drie woonhuizen                                                                   |
| Bakstenen muur van de voormalige jongensschool Sint Johannes Berchmansschool (Stercollege)                                 | circa 1923             |                              | Professor Pieter Willemsstraat bij 39 | 50° 50' 56" NB, 5° 42' 30" OL | 0935/943             | Bakstenen muur van de voormalige jongensschool Sint Johannes Berchmansschool (Stercollege) |
| Woonhuis | 1931                   |                              | Professor Scholsstraat 20 | 50° 51' 6" NB, 5° 42' 28" OL  | 0935/946             | Woonhuis                                                                                   |
| Woonhuis | 1931                   |                              | Professor Scholsstraat 28 | 50° 51' 6" NB, 5° 42' 27" OL  | 0935/947             | Woonhuis                                                                                   |
| Dubbel woonhuis | 1929                   |                              | Professor Scholsstraat 32-34 | 50° 51' 6" NB, 5° 42' 26" OL  | 0935/944             | Dubbel woonhuis                                                                            |
| Voormalige garage met dubbele bovenwoning                                                                                  | 1928                   | A. Deussen                   | Scharnerweg 137, 137a-c | 50° 50' 52" NB, 5° 42' 34" OL | 0935/952             | Voormalige garage met dubbele bovenwoning                                                  |
| Woonhuis | circa 1910             |                              | Scharnerweg 149 a01-b | 50° 50' 52" NB, 5° 42' 32" OL | 0935/954             | Woonhuis                                                                                   |
| Woonhuis | circa 1910             |                              | Scharnerweg 151ab | 50° 50' 52" NB, 5° 42' 31" OL | 0935/953             | Woonhuis                                                                                   |
| Woonhuis | circa 1910             |                              | Scharnerweg 155, 155abc | 50° 50' 52" NB, 5° 42' 30" OL | 0935/955             | Woonhuis                                                                                   |
| Garage met bovenwoningen                                                                                                   | circa 1910             |                              | Scharnerweg 163-165abc | 50° 50' 52" NB, 5° 42' 29" OL | 0935/956             | Garage met bovenwoningen                                                                   |
| Woonhuis | circa 1910             |                              | Scharnerweg 167 | 50° 50' 51" NB, 5° 42' 28" OL | 0935/957             | Woonhuis                                                                                   |
| Winkel-woonhuis | 1932                   | A. Boosten                   | Scharnerweg 169, 169bcd | 50° 50' 51" NB, 5° 42' 28" OL | 0935/958             | Winkel-woonhuis                                                                            |
| Mergelstenen muur, overblijfsel van de parkachtige tuinaanleg rond Villa Wyckerveld                                        | 1880                   |                              | Thorbeckeplantsoen, bij Meerssenerweg 305 | 50° 51' 2" NB, 5° 42' 25" OL  | 0935/968             | Mergelstenen muur, overblijfsel van de parkachtige tuinaanleg rond Villa Wyckerveld        |